# Karl Andresen
Karl Christian Andresen (1. december 1926 i Agtrup i Sydslesvig – 8. november 2004 i Kollund) var en dansk kunstmaler, lærer og højskoleforstander.
Som ung oplevede han, hvordan nazismen udbredte sig i landsbyen. Som 18-årig blev han under 2. verdenskrig tvunget til at gå ind i det tyske militær og blev sendt i straffebataljon, primært fordi han nægtede at aflægge faneed, og han overlevede krigen som én af kun to soldater fra hele bataljonen. En efterkrigspsykose bevirkede, at han blev indlagt på Augustenborg Hospital, hvor han første gang mødte sin senere kone, der var sygeplejerske på afdelingen.
Han blev uddannet som lærer ved Tønder Seminarium, og 15. juni 1952 fik han stillingen som lærer og skoleleder på den danske skole i Vanderup.
Karl Andresen har, ligesom talrige andre daværende sydslesvigske skoleledere, ydet en omfattende og uegennyttig indsats for genskabelsen af dansk forenings- og kulturliv i efterkrigstidens tyske lokalsamfund. Som lærer var han desuden en enestående pædagog, der formåede at få både de stærke og de svage elever til at blomstre.
I 1972 blev han forstander på Jaruplund Højskole.
Som højskoleforstander udlevede han sit kunstneriske engagement i billedkunst- og keramikundervisning. Jaruplund blev kendt som kunsthøjskole, og blandt hans elever er i dag internationalt anerkendte kunstnere som f.eks. Maja Lisa Engelhardt (født 1956) og Eva Isaksen (født 1956).
I 1979 fik Karl Andresen først orlov, og dernæst vendte han tilbage som almindelig højskolelærer, inden han fra 1. januar 1981 og til udgangen af 1986 var skoleleder på den danske skole i Harreslev.
Karl Andresen har været SSW-kommunalbestyrelsesmedlem i Vanderup og Sydslesvigsk Forenings repræsentant i en række amtskommunale udvalg i Slesvig−Flensborg amt.
Som kommunalpolitiker bevirkede han, i kraft af lokal anerkendelse for sit virke, høj grad af forsoning mellem tyske og danske borgere, og han fik tilslutning til, at mange vejnavne i lokalområdet benævntes efter de gamle danske betegnelser.
Han var også lægdommer ved retten i Flensborg; og han var medlem af Kirkerådet for Dansk Kirke i Sydslesvig i en årrække, og han var hér blandt initiativtagerne til etablering af flere nye danske kirker i Sydslesvig.
Karl Andresens kunstneriske virke startede i efterkrigstiden. De første malerier var endnu præget af oplevelserne under krigen. Senere blev billederne lysere i farverne. Han var inspireret af det åbne marskland med den høje himmel og det skiftende lys. Hans billeder er naturalistiske med en ekspressionistisk tone.
Karl Andresen var meget efterspurgt som foredragsholder både nord og syd for grænsen, idet han kunne fortælle med stor indlevelsesevne.
Han var bror til forfatteren og skolelederen Sigfred Andresen (1925–1993). To andre brødre, Hans Detlef Andresen (1917-2016) og Peter Andresen (født 1920), blev landmænd og overtog hver sin del af den fædrene gård i Kalleshave øst for Agtrup. Alle fire brødre var som dansksindede sydslesvigere med tysk statsborgerskab ufrivillige deltagere i 2. verdenskrig på østfronten. Den slags giver ar på sjælen.